# Maria Doriath
Maria Doriath, née Bernado le 15 mars 1913 à Urdos (France) et morte le 10 août 2005, est une militante communiste espagnole, résistante et conseillère municipale du 12e arrondissement de Paris de 1947 à 1965.

## Biographie
Maria Doriath naît Bernado le 15 mars 1913 à Urdos, dans les Basses-Pyrénées, de parents ouvriers immigrés espagnols. Elle suit les cours de l’Université ouvrière de Georges Politzer.
Elle adhère au Parti communiste français (PCF) en 1935, année où elle est embauchée comme caissière-comptable au Floria, une brasserie qui venait d’ouvrir sur les Champs-Élysées. Elle milite au syndicat des Hôtels-Cafés-Restaurants-Brasserie, et est membre du comité de section du 8e arrondissement de Paris de 1937 à 1939. Elle est arrêtée par la police française le 6 février 1940, puis plus tard libérée par manque de preuve. Son mari, Paul Doriath, est fait prisonnier, mais parvient à s’évader. Elle reprend ses activités de militante et organise les premiers comités populaires dans les hôtels et restaurants, tout en travaillant à la brasserie Marignan sur les Champs-Élysées. Elle milite notamment pour les droits des femmes, et est membre du Conseil national de l’Union des femmes françaises,.
Doriath participe aux combats pour la Libération du 11e arrondissement de Paris en confectionnant des bouteilles incendiaires, et y devient secrétaire de section en 1945. Elle est membre du bureau de la fédération de la Seine du PCF. Elle est élue conseillère générale de la Seine en octobre 1947, et est réélue jusqu’en 1965. Elle est candidate communiste aux élections législatives de 1958 et de 1962 dans la douzième circonscription de Paris, et de 1968 dans la onzième circonscription,.
Son mari meurt en 1971.
Maria Dorath meurt à l'âge de 93 ans le 10 août 2005, et est inhumée au cimetière du Père-Lachaise (division 75).

## Postérité
En avril 2006, le conseil du 12e arrondissement adopte un vœu relatif à « l’attribution du nom de Maria Doriath à une rue ou une place de Paris ». Le Conseil de Paris adopte le nommage du terre-plein central du boulevard de Charonne « allée Maria-Doriath » le 29 septembre 2008. L’arrêté du 4 novembre est publié dans le bulletin municipal du 28 novembre 2008.